# 地獄の大墜落/エア・インフェルノ
『地獄の大墜落/エア・インフェルノ』 (じごくのだいついらく/エア・インフェルノ、Crash) は、1978年に公開されたバリー・シアー監督のアメリカ合衆国のテレビ映画。

## キャスト
| 役名             | 俳優                      | 日本語吹替                                                                       |
| 役名             | 俳優                      | フジテレビ版                                                                     |
| ---------------- | ------------------------- | -------------------------------------------------------------------------------- |
| トバイアス       | ウィリアム・シャトナー    | 田中信夫                                                                         |
| ベロニカ         | エイドリアン・バーボー    | 沢田敏子                                                                         |
| カミール         | ブルック・バンディ        | 宗形智子                                                                         |
| マイク           | クリストファー・コネリー  | 徳丸完                                                                           |
| エミリー         | ロレイン・ゲイリー        | 前田敏子                                                                         |
| グラント         | ロン・グラス              | 青野武                                                                           |
| レスリィ         | シャロン・グレス          | 芝田清子                                                                         |
| ソフィ           | ジョイス・ジェイムソン    | 京田尚子                                                                         |
| クロード         | ジョージ・マハリス        | 筈見純                                                                           |
| フィリップ       | エド・ネルソン            | 北村総一朗                                                                       |
| クロス           | ジェラルド・S・オローリン | 上田敏也                                                                         |
| ジニィ           | ラレイン・スティーヴンス  | 小谷野美智子                                                                     |
| ダン機長         | エディ・アルバート        | 小林昭二                                                                         |
| 管制官           | ジェリー・ダグラス        | 大木民夫                                                                         |
| セシリア         | マリア・メレンデス        | 山田栄子                                                                         |
| クレイプル       | ジョージ・マードック      | 大宮悌二                                                                         |
| ナレーション     | N/A                       | 家弓家正                                                                         |
| 不明 その他      | N/A                       | 佐藤由美子 土井美加 国坂伸 千田光男 野本礼三 飯塚昭三 田中秀幸 赤木葉子 荒木真一 |
| 日本語版スタッフ |                           |                                                                                  |
| 演出             | 演出                      | 田島荘三                                                                         |
| 翻訳             | 翻訳                      | 山田実                                                                           |
| 効果             | 効果                      | スリー・サウンド                                                                 |
| 調整             | 調整                      | 遠西勝三                                                                         |
| 制作             | 制作                      | コスモプロモーション                                                             |
| 解説             | 解説                      | 高島忠夫                                                                         |
| 初回放送         | 初回放送                  | 1980年1月18日 『ゴールデン洋画劇場』 21:00-22:54 正味94分                        |